# Zsáka
Zsáka é uma vila da Hungria, situada no condado de Hajdú-Bihar. Tem 78,79 km² de área e sua população em 2019 foi estimada em 1.554 habitantes.